# Felsina granulum
Genre
Espèce
Felsina granulum, unique représentant du genre Felsina, est une espèce d'araignées aranéomorphes de la famille des Thomisidae.

## Distribution
Cette espèce se rencontre au Sénégal, en Sierra Leone et au Cameroun.

## Description
La femelle holotype mesure 1 mm.

## Publication originale
- Simon, 1895 : Histoire naturelle des araignées. Paris, vol. 1, p. 761-1084 (texte intégral).